# Kabinettformat

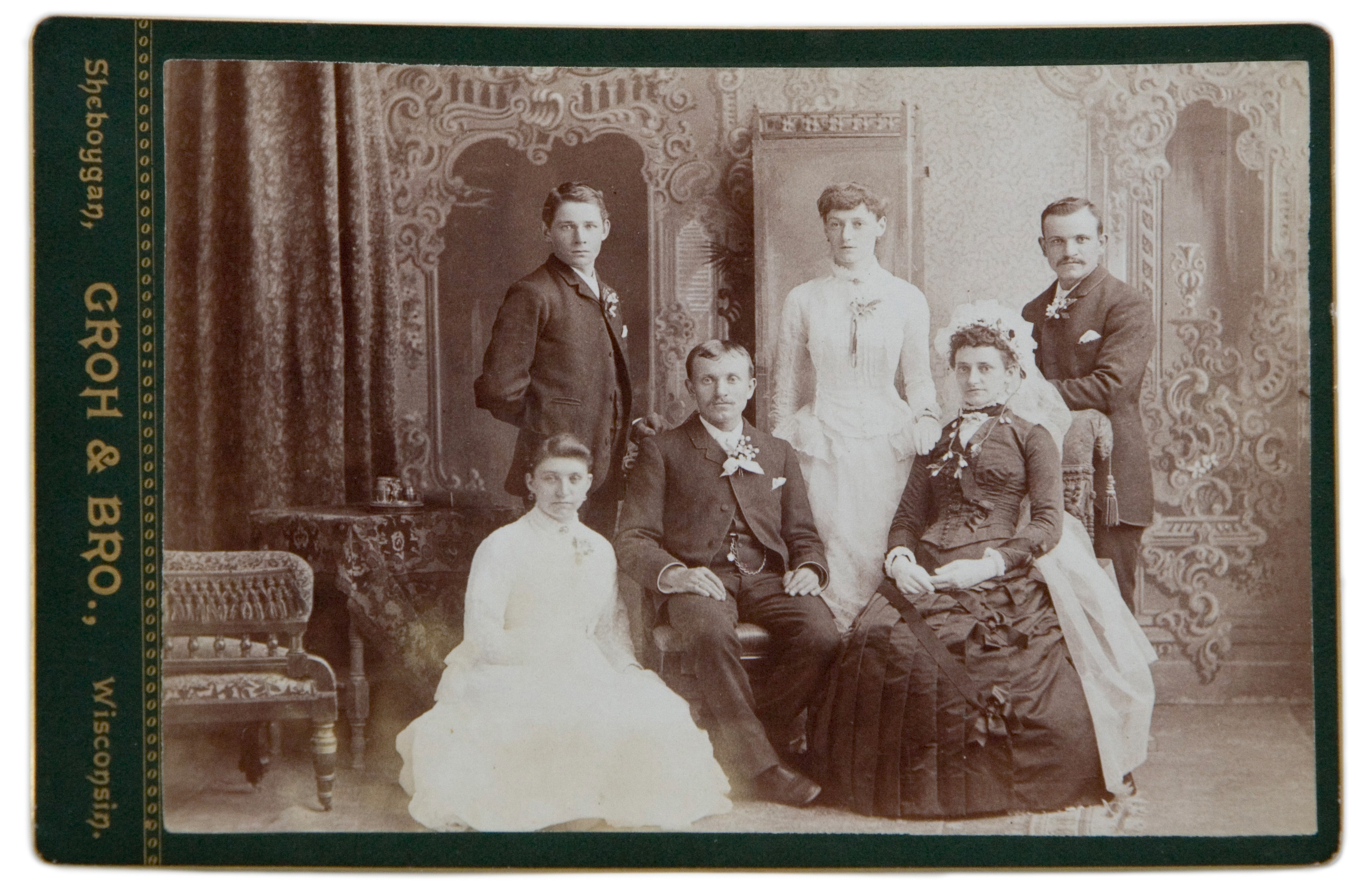
Hochzeitsfeierlichkeiten, Kabinettkarte um 1885

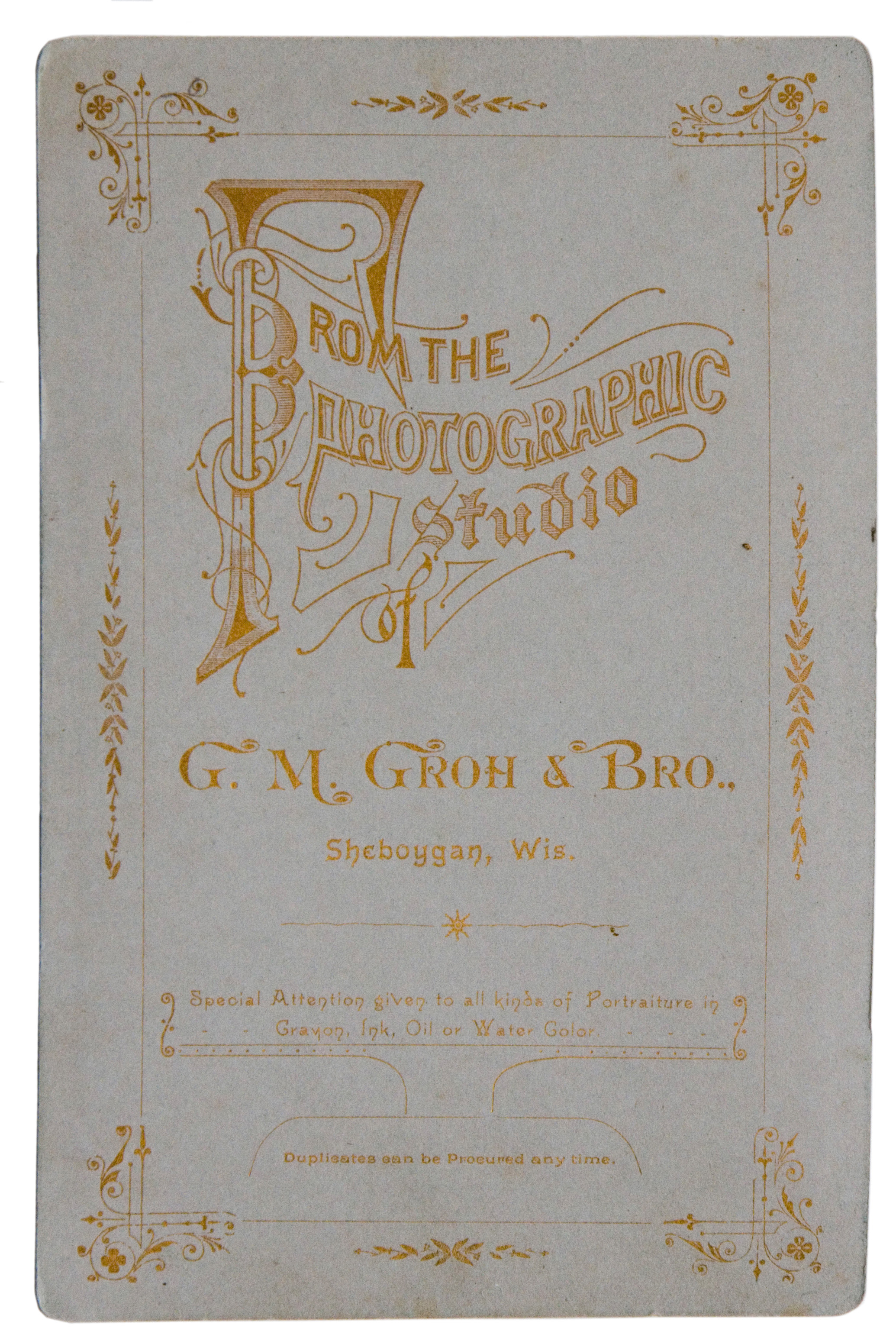
Rückseite der Kabinettkarte

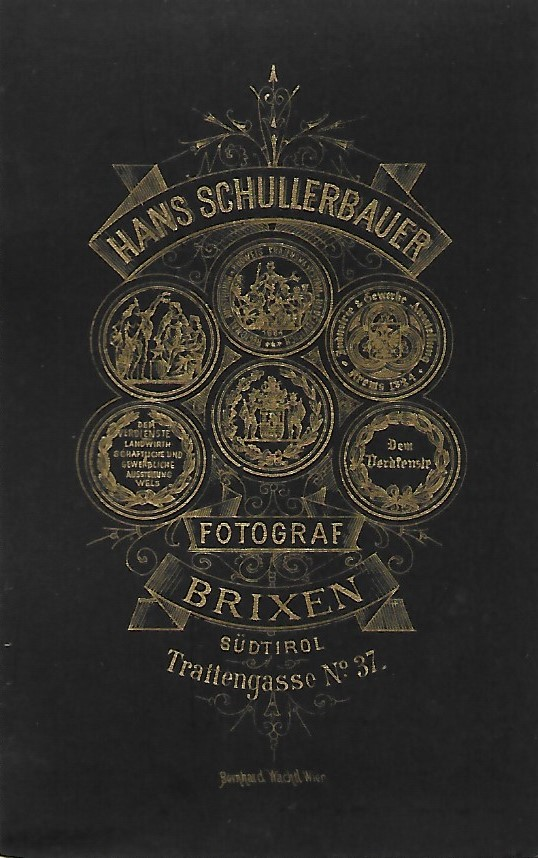
Revers von 1900 in Schwarz-gold-Druck

Mit Kabinettformat, besser bekannt als Carte cabinet (Abkürzung Cab), Cabinet-Format oder Cabinet-Karte, bezeichnet man ein Format von Fotografien von ca. 10 × 15 cm, die auf Karton geklebt wurden.  

## Verfahren
Bei der Kabinettkarte handelte es sich um Albuminpapierabzüge, die auf einen Karton aufgezogen wurden und größer sind als die kleineren Visitenkartenporträts (CdV). Kabinettkarten waren in der Regel Atelierporträts. 
Der Karton selber war bis etwa 1880 charakteristisch weiß, mit zeitgemäßen Gold-, Blau- oder Schwarzverzierungen und Fotografenstempel. Schließlich kamen die ersten farbigen Kartonoberflächen auf, in der Regel in Farben wie Dunkelgrün/Gold, Braun/Gold sowie Weiß/Gold.

## Format
Die Fotografie hatte eine gewöhnliche Breite von 100 mm (94 bis 100 mm) und eine Höhe von 145 mm (137 bis 148 mm) und wurde auf einen Karton mit einer Breite von 108 mm (104 bis 110 mm) und einer Höhe von 166 mm (157 bis 169 mm) montiert.

## Geschichte
Als Kabinettformat wurde auch schon seit dem 16. Jahrhundert ein kleinformatiges Porträtbild bezeichnet, mit dem Wunderkammern (Kabinette) ausgeschmückt wurden.
Das fotografische Kabinettformat wurde erstmals 1862 von den Fotografen George Wharton Simpson (1825–1880) und George Washington Wilson (1823–1893) für Landschaftsaufnahmen genutzt; es verbreitete sich, aus England kommend und durch die Verwendung durch den Londoner Fotografen Frederick Richard Window, ab 1866 auch für Porträtaufnahmen. Nach dem Ersten Weltkrieg verschwand die Carte Cabinet vollständig aus dem Angebot, da die Stabilität der Fotopapiere die Papp- oder Kartonträger überflüssig gemacht hatte.